# Темирбек
Темирбек (каз. Темірбек) — село в Каратобинском районе Западно-Казахстанской области Казахстана. Входит в состав Сулыкольского сельского округа. Код КАТО — 275049300.

## Население
В 1999 году население села составляло 198 человек (106 мужчин и 92 женщины). По данным переписи 2009 года в селе проживало 90 человек (49 мужчин и 41 женщина).